# Huancané
Huancané é uma cidade do Peru, situada na região de  Puno. Capital da província de  Huancané, sua população em 2017 foi estimada em 7.521 habitantes.